# Паркер, Ол
Оливер «Ол» Паркер (англ. Oliver Parker; род. 2 июня 1969) — британский сценарист и режиссёр.

## Биография
Паркер родился в Лондоне. Его режиссёрские работы включают фильмы «Представь нас вместе» и «Сейчас самое время». Он написал сценарий для фильмов «Отель «Мэриголд». Лучший из экзотических» и «Отель «Мэриголд». Заселение продолжается». В мае 2017 года он был выбран в качестве сценариста и режиссёра будущего мюзикла «Mamma Mia 2».
В 1998 году он женился на английской актрисе Тэнди Ньютон, и у них трое детей.